# Diathrausta semilunalis
Diathrausta semilunalis là một loài bướm đêm trong họ Crambidae.